# Cavendish (Ilha do Príncipe Eduardo)
Cavendish é uma comunidade rural não incorporada no município do Lote 23, Condado de Queens, Ilha do Príncipe Eduardo, Canadá.
As principais indústrias da comunidade são o turismo e a agricultura, apoiando uma população muito pequena durante todo o ano. Cavendish é a maior área de resort sazonal na Ilha do Príncipe Eduardo, com uma população média diária nos meses de julho e agosto de aproximadamente 7.500 moradores. Também foi lar de Lucy Maud Montgomery, escritora de Anne of Green Gables. Ela disse que adorava estar sentada perto de uma janela e escrever Anne of Green Gables enquanto olhava pelas janelas para os campos de Cavendish.